# 展穗三角草
展穗三角草（学名：Trikeraia hookeri var. ramosa）为禾本科三角草属下的一个变种。